# Tegueste (mencey)
Tegueste o Tegueste II (fl. XV secolo) è stato un re (mencey) guanci del menceyato di Tegueste, sull'isola di Tenerife, Isole Canarie.
Nel 1494, con l'arrivo dei conquistatori spagnoli guidati da Alonso Fernández de Lugo, Tegueste si alleò con Bencomo per respingere l'invasione, partecipando attivamente agli scontri successivi.
Nella primavera del 1496, dopo le sconfitte di La Laguna e Acentejo, Tegueste (insieme ad altri mencey) si arrese agli spagnoli in un atto noto come Paz de Los Realejos. Lo stesso anno fu condotto in Spagna per essere presentato ai Re cattolici; il suo destino è sconosciuto, anche se è possibile che lui sia il mencey che la Spagna diede alla Repubblica di Venezia nel 1496.